# Jörg Uwe Sauer
Jörg Uwe Sauer (* 1963 in Wanne-Eickel) ist ein deutscher Schriftsteller und Journalist.

## Leben
Sauer studierte Germanistik, Literaturwissenschaft, Kommunikationswissenschaft und Geschichte.
Bekannt wurde er als Autor mit seiner Erzählung Uniklinik, in der er ganz im Stile Thomas Bernhards den Geistesort Universität aufs Korn nimmt. Der Ich-Erzähler ist – zunächst – stiller Betrachter eines absurden Treibens – Krankheit, Holzfällen, Selbstmord, indirekte Rede und lange Satzkonstruktionen werden bei Bernhard entlehnt, um die Abgehobenheit des Wissenschaftsbetriebes zu karikieren. Ebenso sind viele Motive, Namen und Orte aus dem Kosmos der Bernhard-Werke entlehnt.

## Werke
- Uniklinik. Salzburg, Wien 1999. ISBN 3-7017-1135-6
- Das Traumpaar. Salzburg, Wien 2001. ISBN 3-902-14402-5

## Preise
- 2000:  Förderpreis des Landes Nordrhein-Westfalen für Literatur